# Élections législatives de 1951 en Mauritanie
Les élections législatives françaises de 1951 se tiennent le 17 juin. Ce sont les deuxièmes élections législatives de la Quatrième République.

## Mode de scrutin
Le mode d'élection choisit pour ce département est le scrutin uninominal à un tour.
Dans le territoire de la Mauritanie, un député est à élire.

## Élus
| Député sortant    | Parti | Parti     | Député élu ou réélu    | Parti | Parti     |
| ----------------- | ----- | --------- | ---------------------- | ----- | --------- |
| Horma Ould Babana |       | EM - UDSR | N'Diaye Sidi el Moktar |       | UPM - RPF |

## Résultats

### Résultats à l'échelle du département
|          | UPM - RPF   | N'Diaye Sidi el Moktar | 25 039  | 48,69  |  |  |
|          | EM - UDSR   | Horma Ould Babana *    | 23 649  | 45,99  |  |  |
|          | Indépendant | Hamat Ba               | 2 432   | 4,73   |  |  |
|          | SFIO        | Djibril N'Diaye Djome  | 377     | 0,73   |  |  |
|          | RPF         | Paul Torre             | 17      | 0,03   |  |  |
|          | Indépendant | Calzadilla Sanchez     | 11      | 0,02   |  |  |
|          |             |                        |         |        |  |  |
| Inscrits | Inscrits    | Inscrits               | 135 586 | 100,00 |  |  |
| Votants  | Votants     | Votants                | 52 181  | 38,49  |  |  |
| Exprimés | Exprimés    | Exprimés               | 51 425  | 98,55  |  |  |